# NGC 4240
NGC 4240 (други обозначения – NGC 4243, MCG -2-31-29, PGC 39411) е елиптична галактика (E) в съзвездието Дева.
Обектът е вписван в „Нов общ каталог“ няколко пъти, с обозначения NGC 4240 и NGC 4243.